# Эркман-Шатриан
Эркма́н-Шатриа́н (фр. Erckmann-Chatrian) — литературное имя двух французских писателей, работавших совместно: Эмиль Эркма́н (20.V.1822, г. Фальсбур, департамент Мозель, —- 14.III.1899, г. Люневиль, Мёрт и Мозель) и Шарль Луи Гратьен Александр Шатриа́н (18.XII.1826, Ле-Гран-Сольда, деп. Мёрт, -- 3.IX.1890, Вильмомбль, департамент Сена).

## Творческая биография
Творческий тандем образовался в 1847 году, когда работавший учителем Александр Шатриан встретился с Эмилем Эркманном, который в это время уже пробовал свои силы в публицистике, издав брошюру «Le recrutement militaire». Сблизившись, они в следующем году выступили на литературное поприще, под общим псевдонимом Эркманн-Шатриан, с рядом рассказов, собранных впоследствии в «Histoires et contes fantastiques» (1849).  Затем последовали драмы «Georges» и «L’Alsace en 1814», рассказ «Schinderhannes», роман «Les brigands des Vosges» — первая редакция впоследствии весьма известного «L’illustre docteur Mathéus» (1859). Успех этого произведения дал авторам возможность издать свои прежние работы в сборниках «Contes fantastiques» (1860), «Contes de la Montagne» (1861), «Maitre Daniel Rock» (1861), «Contes des bords du Rhin» (1862), «Les confidences d’un joueur de clarinette» (1860).
Тогда же они задумали передать историю Франции за последний век в ряде беллетристических произведений, где судьбы родины были бы отражены в личных судьбах не выдающихся деятелей истории, но незаметных людей, даже и с виду не кажущихся её создателями. Таким образом были написаны «Le fou Yégof» (1862); «Madame Thérèse ou les Volontaires de 1792» (1863); «Histoire d’un conscrit de 1813» (1864); «Waterloo» (1865; эти романы были собраны под заглавием «Romans nationaux»); «La guerre» (1866); «Le blocus» (1877); обширная «Histoire d’un paysan» (1868—70 гг., 4 т.); «Histoire du plébiscite, racontée par an des 7500000 oui» (1872); «Le brigadie Frédéric» (1874); «Une campagne en Algérie» (1874); «Souvenir d’un chef de chantier à l’Isthme de Suez» (1876); «Alsace» (1881); «Le banni» (1882). Произведения, написанные во время второй империи, были таким горячим протестом против её строя, против наполеоновской легенды и бонапартизма, с такой живостью воспроизводили эпоху героической борьбы французов за свои права, что правительство тщетно боролось с их громадным распространением и агитационным влиянием.
Одновременно с этим авторы, хорошо знакомые с бытом французской, особенно эльзасской, деревни, изображали её жизнь, нравы и передавали её предания в «Ami Fritz» (1864); «Histoire d’un homme du peuple» (1865); «La maison forestière» (1866); «Histoire d’un sous-maitre» (1869); «Maître Gaspard Fix» (1876); «Contes vosgiens» (1877); «Le grand-père Lebigre» (1880); «Les Vieux de la Vieille» (1881). Кроме этих беллетристических работ, они написали: «Lettre d’un électeur à son député» (1872); «Quelques mots sur l’esprit humain» (1S80); «L’art et les grands idéalistes» (1885 год).
На театральной сцене большой успех имели написанные тандемом пьесы: «Juif polonais»; «L’ami Fritz» (1876); «Les Rantzau» (1884).
Эмиль Золя отмечая, что в их творчестве не представлены люди «различного душевного склада и потому нет борьбы человеческих страстей» характеризовал их творчество таким образом: «Мир Эркмана-Шатриана — это мир простой и наивный, реальный до мельчайших деталей и фальшивый до оптимизма. Характерным его свойством является сочетание большой правдивости в деталях физического, материального плана и беспредельной лжи в изображении душевной жизни персонажей, всегда смягченном и приглаженном».
Значительную известность приобрели повести и романы Эркманна-Шатриана в Германии, что произошло не только избранием места действия в полунемецкой окраине Франции (Эльзасе), но также их тоном, который, действительно, не похож на тон и стиль французов; немцы склонны были объяснять художественные приемы Шатриана и Эркманна их немецким происхождением и даже считать их отчасти земляками, от чего, однако, им пришлось отказаться после франко-прусской войны: с этих пор произведения Эркманна-Шатриана носят довольно ясно выраженный антинемецкий характер. Но «Ami Fritz» надолго водворился на прусской сцене, где роль раввина Зихеля с неподражаемой жизненностью была создана немецким актёром Эрнстом фон Поссартом.
В Российской империи произведения Эркманна-Шатриана имели, начиная с конца шестидесятых годов, большой успех, объясняемый столько же их направлением, сколько их вниманием к народной жизни, их здоровым юмором, их простым реализмом, иногда близким к нашему. В переводе появились: «Воспоминания пролетария» («Русское Слово», 1865, №№ 11—12); «История крестьянина» «Дело», 1868, №№ 4—8; перевод Марка Вовчка, СПб., 1872; отзывы в «Отечественных Записках», 1868, № 6; 1870, № 2); «История плебисцита» («Дело», 1872; №№ 1—4; отдельно: СПб., 1872); «Сочинения. Национальные романы, повести и сказки», перевод М. Вовчка (СПб., 1872); «Повести и рассказы» (СПб., 1881); «Вогезские рассказы» (СПб., 1886); «Дедушка Вандеец» («Всемирный Труд», 1870, №1); «Два брата» (1874), из которых передел. «Братья Рандау» (1883); другой перевод «Семейная вражда» (СПб., 1874); «Старики старого времени» («Русское богатство», 1880, №№ 11—12); «Воспитание феодала» (СПб., 1876); «Гаспар Фикс» (1876 и 1901), «История школьного учителя» (с драм. «Польский жид» и критической статьей Ж. Кларети, Санкт-Петербург, 1871).

## Издания переводов на русский язык[5]
- На рассвете (Histoire d'un paysan). Роман Э. Шатриана // журнал "Дело", №№ 4-8, 1868.

- История школьного учителя (История одного помощника шк. учителя; Бумаги г-жи Жаннеты; Ораторы моей деревни; Доброе старое время) / Эркманн-Шатриан. — Санкт-Петербург: Гриднин и Рождественский, 1871. — [20, XVIII, 326 с.; 18 см.

- Лучшие иностранные романисты / Пер. с фр. и нем. под ред. Е. Желябужского. — Москва: тип. Ф. Иогансон, 1872. — 383 с.; 15 см. В т.ч.: Родилась дворянкой, а умерла крестьянкой / Эркман-Шатриан.

- Похитительница детей / La Voleuse d’enfants. Перевод Елизаветы Корнильевой. Издание О. В. Звонарева. С.-Петербург, типография И. Мордуховского, 1874.

- Чернушка / Myrtille. Перевод Веры Ераковой. Издание О. В. Звонарева. С.-Петербург, типография И. Мордуховского, 1874.

- Братья Ранцау. Комедия в 4-х действиях. Перевод  Виктора Крылова. — Санкт-Петербург: Типо-Литография А. Е. Ландау, 1883. С. 76.

- Польский еврей. Народная опера в 2-х актах. Текст по Эркман-Шатриану: Сокр. либретто / Музыка Карла Вейса. — Санкт-Петербург: тип. акц. о-ва "Гуттенберг", 1905. — 4 с.

- История одного крестьянина. По Эркману и Шатриану. — Санкт-Петербург: М. Н. Слепцова, 1906. — 64 с. ; 18 см. — ("Книжка за книжкой"; Кн. 144).

То же: История одного крестьянина. По Эркману и Шатриану. — Санкт-Петербург: М. Н. Слепцова, 1911. — 64 с. ; 18 см. — (Книжка за книжкой; Кн. 144)
- Тереза / Шатриан. — Санкт-Петербург: М. Н. Слепцова, 1907. — 52 с.; 18 см. — (Книжка за книжкой; Кн. 146) (Переделка повести Эркмана—Шатриана "Madame Thérèse, ou les Volontaires de 92")

То же: Тереза / Шатриан. — Санкт-Петербург: М. Н. Слепцова, 1912. — 52 с.; 18 см. — (Книжка за книжкой ; Кн. 146)
- История одного крестьянина. Роман / Эркман-Шатриан; Пер. с фр. А. Анненской и Т. А. Богданович. Части 1-4. — Санкт-Петербург: Вят. т-во, 1906. — 4 т.; 26 см.

- История одного крестьянина. Роман.: В 4 ч / Эркман-Шатриан; Пер. с нем. [!] А. Анненской и Т. А. Богданович. — Санкт-Петербург: Вят. т-во "Нар. б-ка", 1906. —790 стб.; 27 см.

- История одного крестьянина. Роман / Эркман-Шатриан; Сокр. Ю. Беляевская по пер. Марка Вовчка [псевд.]. — 2-е изд. — Ростов-на-Дону: "Дон. речь" Н. Е. Парамонова, 1906. — 148 с.; 20 см.

- История одного крестьянина / Эркман-Шатриан; Пер. с фр. А. Анненской и Т. А. Богданович. — Санкт-Петербург : "Прометей", Н.Н. Михайлова, 1910. —792 с.; 26 см.

- Рейнские рассказы: Царица пчел. Клад / Эркман-Шатриан; Пер. с фр. В. С. Зацепина. — Москва : тип. П.К. Прянишникова, 1906. — 36 с. ил.; 20 см.

- Воспоминания часового мастера (Histoire d'un conscrit de 1813) [По Эркману-Шатриану] / Излож. В. Лукьянская. — 5—е изд. — Москва: Посредник, 1910. — 96 с.; 13 см.

- Друг Фриц. Повесть / Эркман-Шатриан; Пер. с фр. А. К. Уклебина. — Санкт-Петербург: Деятель, 1913. — 219 с.; 18 см. — (Общедоступная библиотека; № 242—245).

- История новобранца 1813 года. Повесть / Эркман-Шатриан; Сокр. пер. с французского В. Керженцева. — Москва: Задруга, 1914. — 120 с. ил.; 20 см.

- Конец Наполеона (Ватерлоо). Продолжение "Истории новобранца 1813 г." / Эркман-Шатриан; Сокр. пер. с французского В. Керженцева. — Москва: Задруга, 1914. — 120 с. ил.; 20 см.

- Рейнские рассказы / Эркман-Шатриан; Пер. с фр.  Брониславы Рунт. Под ред. и с предисл.  Валерия Брюсова. —  Москва : "Польза" В. Антик и К°, 1910. — 88 с.; 15 см. — (Универсальная библиотека ; № 270).
- То же: 2-е изд. — Москва: "Польза" В. Антик и К°, 1914. — 88 с. ; 15 см. — (Универсальная библиотека; № 270).

Содержание:
- - Реквием ворона / Le Requiem du corbeau;
  - Невидимое око или Гостиница трех повешенных / L’Oeil invisible;
  - Воровка детей / La Voleuse d’enfants;
  - Черная коса / La Tresse noire;
  - Возмездие.

- Эльзасские рассказы Эркманна—Шатриана / Пер. с фр. Ольги Ивановой. — Петроград: В. Врублевский, 1915. — 48 с.; 21 см. (Живописное обозрение: Ежемес. журнал . Библиотека "Живописного обозрения"; 1915, январь). Содержание: Невидимое око или Гостиница трех повешенных; Возмездие.

- Собрание сочинений Эркмана—Шатриана / С портр. авт. и крит.-библиогр. очерком П. В. Быкова. [Кн. 1—20]. — Петроград: П.П. Сойкин, 1915. — 20 т. фронт. (портр.) на отд. л.; 21 см. Беспл. прил. к журн. "Природа и люди" за 1915 г.

Содержание:
- - Кн. 1. Эркман-Шатриан. Критико-библиогр. очерк П. В. Быкова. Капрал Фредерик: История француза, изгнанного пруссаками / Le Brigadier Frédéric, histoire d’un Français chassé par les Allemands.
  - Кн. 2. История плебисцита. Рассказ одного из 7.500.000 избирателей, сказавших "да" / Histoire du plébiscite (Начало).
  - Кн. 3: История плебисцита (окончание); Эльзас! / Alsace! Драма; "Скажи, в какой ты стране?".  Эльзасская песня (Перевод Вл. П. Лебедева).
  - Кн. 4. Нашествие или юродивый Иегоф / L’Invasion ou le Fou Yégof.
  - Кн. 5. Тереза / Madame Thérèse.
  - Кн. 6. История рекрута 1813 года / Histoire d´un conscrit de 1813; Конец Наполеона (Ватерлоо) / Waterloo. (Начало).
  - Кн. 7. Конец Наполеона (Ватерлоо) / Waterloo (Окончание).
  - Кн. 8: Блокада / Le Blocus.
  - Кн. 9: Знаменитый доктор Матеус / L´illustre docteur Mathéus.
  - Кн. 10: Дедушка Лебирг / Le Grand-Pére Lebigre.
  - Кн. 11: Даниэль Рок / Maitre Daniel Rock.
  - Кн. 12: Приятель Фриц / L´ami Fritz.
  - Кн. 13: Народные и рейнские рассказы / Contes populaires. Contes des bords du Rhin.
  - Кн. 14: Признания кларнетиста / Confidences d´un joueur de la clarinette; Гюг Волк / Huges-le-Loup.
  - Кн. 15. История школьного учителя. Скрипка повешенного / Le Violon du pendu: Conte fantastique. Дом лесничего.
  - Кн. 16: Два брата / Les deux frères. Белое и черное / Le Blanc et le noir. Всесокрушающее время.
  - Кн. 17: История крестьянина / Histoire d´un paysan. Роман в 4-х частях (начало) / пер. Марка Вовчка.
  - Кн. 18: История крестьянина (продолжение).
  - Кн. 19: История крестьянина (продолжение).
  - Кн. 20: История крестьянина (окончание). Бургомистр в бутылке / Le Bourgmestre en bouteille. Песнь винной бочки. Раковина дядюшки Бернара. Мой знаменитый друг Сельсам / Mon illustre ami Selsam.

- Как жил французский крестьянин до революции 1789 года. Отрывок из романа "История одного крестьянина" / Эркман-Шатриан. — Смоленск: Смол. губ. отд. нар. образ., 1919. — 24 с.; 25 см.

- Разбитые цепи. По роману "История одного крестьянина" / Эркман-Шатриан; В перераб. П. Константинова. Обл. и рис. Е. В.Сафоновой. — Пг.-М.: Гос. изд., 1923. — 110 с. ил.; 21 см. — (Изба—читальня).

- Парижские баррикады / Эркман-Шатриан; В перераб. Е. Павловой. Рис. Риу. Обл. В. Сварога. — М.; Пг.: Гос. изд., 1923. — 106 с. ил.; 21 см. — (Изба—читальня).

- Воспоминания пролетария. Рассказ / Эркман-Шатриан; Пер. с фр. Предисл. Ек.Замысловской. — 2—е изд. — Пг.: Путь к знанию, 1923. — 231 с. ил.; 21 см.

- Парижские баррикады. Сб. рассказов / Предисл. А.Ц.. — М.: Гудок, 1926. — 61 с.; 15 см. В т.ч. Парижские баррикады / Эркман-Шатриан. — Приложение к газете: Гудок. № 40

- Слава павшим. Сб. рассказов на темы из истории Париж. коммуны 1871 г. — М.; Л.: Земля и фабрика, 1926. — 166 с.; 18 см. — (Худож.-истор. б-ка). В т.ч.: Плебисцит / Эркман-Шатриан.

- История одного крестьянина. Роман / Эркман-Шатриан; Перераб. Л. Огнев. Предисл. Владимиров. — М.; Л.: Земля и фабрика, 1925. — 18 см. — (Историч. б-ка).

- История одного крестьянина. Роман. В 2 т. Пер. с фр / Вступ. статья Н. Дороговой, с. 5—20; Коммент. А. И. Молока. Ил.: Ю. Игнатьев. Т. 1—2. — Москва: Худож. лит., 1967. — 2 т.; 20 см. — (Библиотека исторического романа). Том 1 (Ч.1-2) / Пер. Л. Худадовой – 453 с.; Том 2 (Ч.3-4) / Пер. Т. Кудрявцевой – 482 с.

- Дьявольский эликсир [детективные повести, сборник] / Гэл Годфри; [пер. С. Шарафаненко]. — Москва: Geleos [и др.], 2012. — 317 с. ил.; 21 см. — (Книжная коллекция). — (Золотой детектив). — (Книжная коллекция МК). В т.ч.: Таинственный эскиз / Эркман-Шатриан.